# Hietaperänlahti
Hietaperänlahti är en vik i Finland. Den ligger i Kuhmo i landskapet Kajanaland, i den centrala delen av landet, 500 km nordost om huvudstaden Helsingfors.